# Enårig strandvegetation
Enårig strandvegetation er én blandt mange naturtyper, der har dannet grundlag for udnævnelsen af en række beskyttede naturområder i EU, de såkaldte Natura 2000-områder, hvor den har betegnelsen 1310 Vegetation af kveller eller andre enårige strandplanter, der koloniserer mudder og sand. 
Når højvandet fører det meget finkornede slik med sig ind mod kysten, lægger der sig et lag oven på de tidligere lag. Når det samlede lag er blevet så tykt, at det er delvist tørlagt ved ebbe, er der opstået en vade. I den mineralrige jord etablerer der sig efterhånden en vegetation af særligt tilpassede planter, og de bidrager så til, at der fastholdes yderligere materiale på vaden.
De typiske arter for enårig strandvegetation er:
- Salturt (Salicornia europaea) eller Kveller
- Dansk kokleare (Cochlearia danica)
- Kødet hindeknæ (Spergularia marina)
- Smalbladet hareøre (Bupleurum tenuissimum )
- Stivhåret spidshale (Parapholis strigosa)
- Strandfirling (Sagina maritima)
- Strandgåsefod (Suaeda maritima)

Naturtypen findes pletvis langs dele af de danske kyster, men i mere sammenhængende udstrækning kun i Vadehavet. Naturtypen forekommer oftest i eller ved strandeng.
Naturtypens udstrækning kan variere meget fra år til år alt efter vandstandsforholdene. 
| Galleri med typiske arter på arealer med enårig strandvegetation                                                       |
| --- |
| - Kveller - Dansk kokleare - Kødet hindeknæ - Smalbladet hareøre - Stivhåret spidshale - Strandfirling - Strandgåsefod |